# Cazaril-Laspènes
Cazaril-Laspènes is een gemeente in het Franse departement Haute-Garonne (regio Occitanie) en telt 23 inwoners (2009). De plaats maakt deel uit van het arrondissement Saint-Gaudens.

## Geografie
De oppervlakte van Cazaril-Laspènes bedraagt 2,4 km², de bevolkingsdichtheid is dus 9,6 inwoners per km².
De onderstaande kaart toont de ligging van Cazaril-Laspènes met de belangrijkste infrastructuur en aangrenzende gemeenten.

## Demografie
Onderstaande figuur toont het verloop van het inwonertal (bron: INSEE-tellingen).